# Černíč

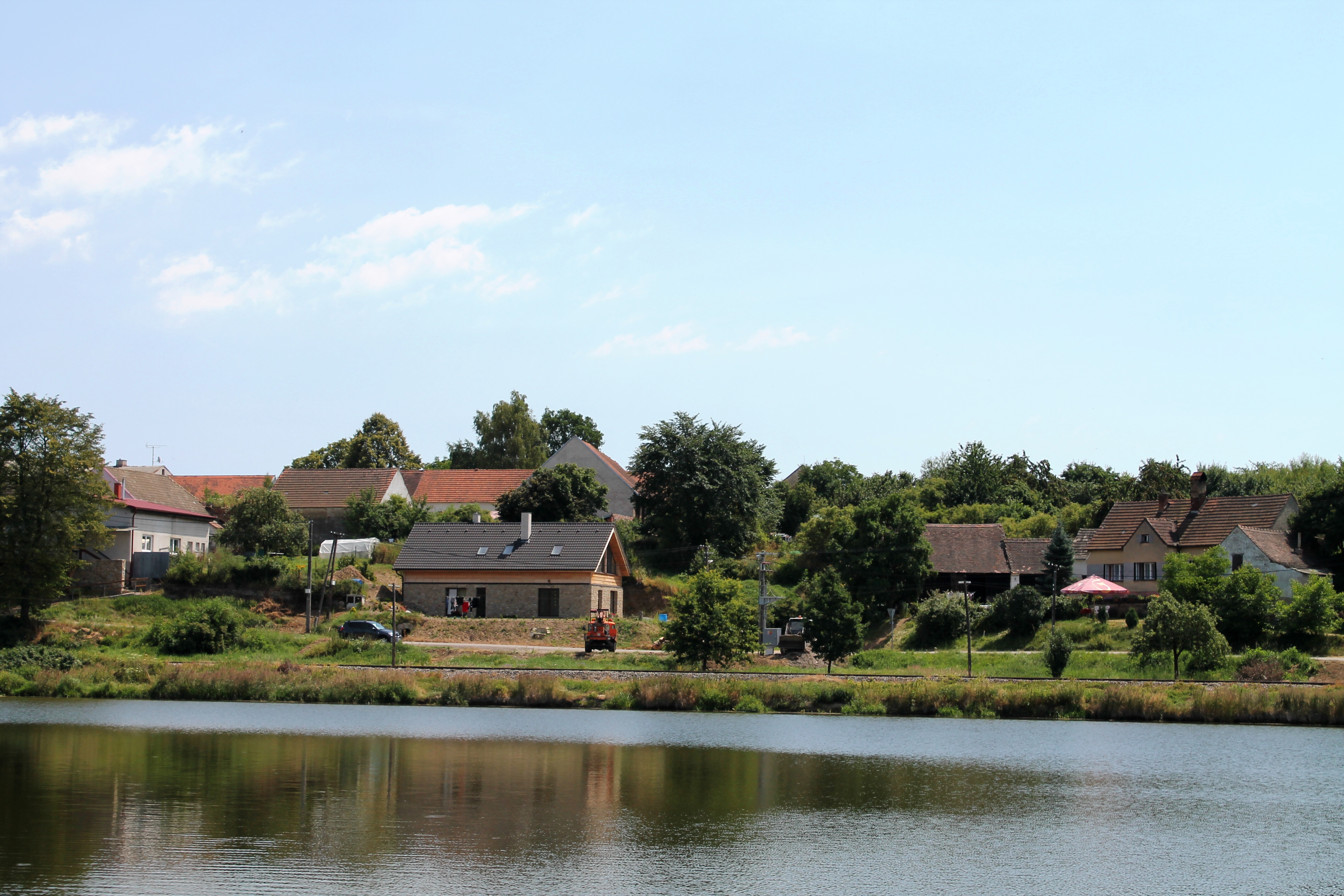
Blick über den Černíčský rybník auf Černíč

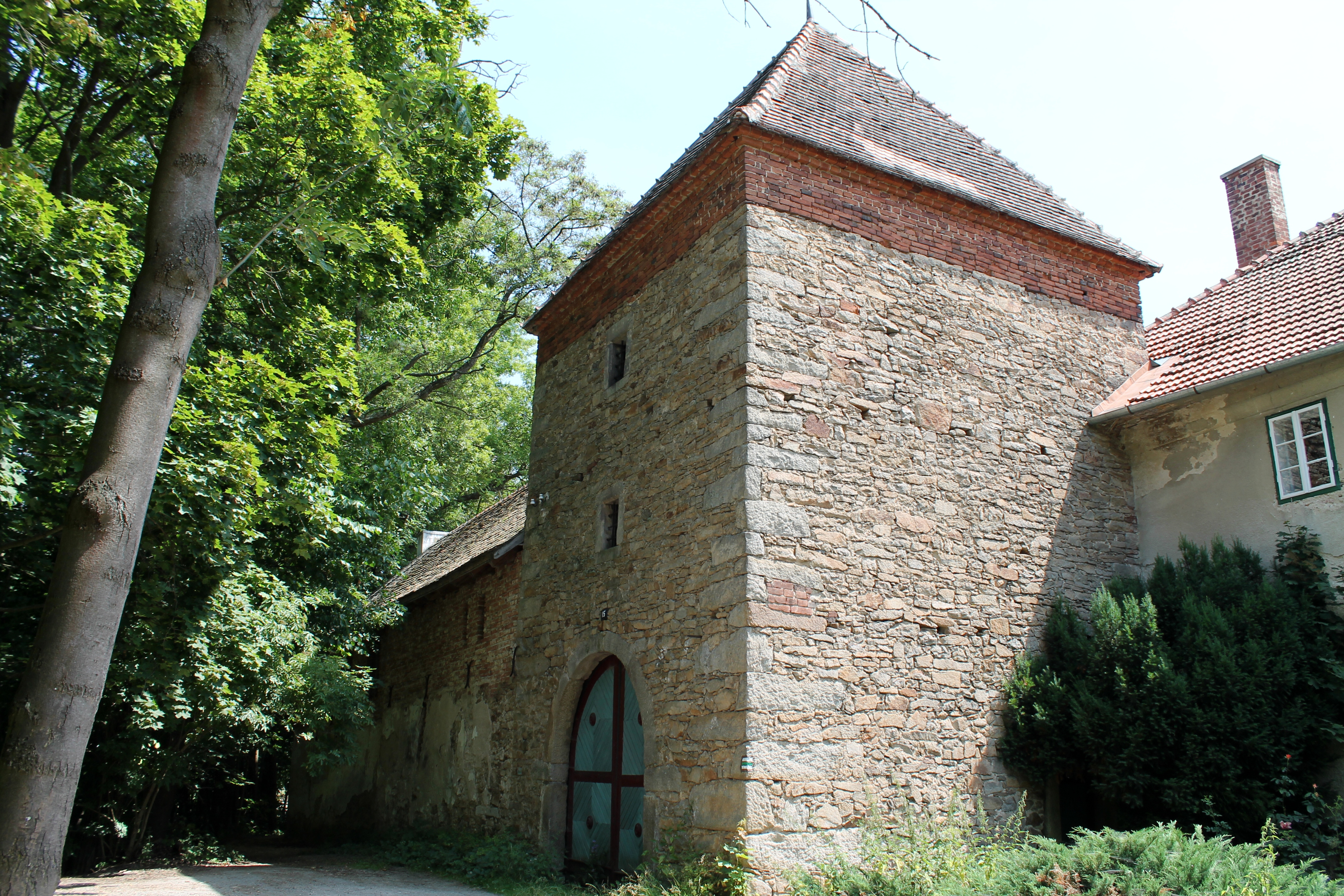
Feste Černíč

Černíč (deutsch Tschernitz, früher Czernitz) ist eine Gemeinde in Tschechien. Sie liegt jeweils sechs Kilometer nördlich von Dačice bzw. südlich von Telč und gehört zum Okres Jihlava.

## Geographie
Černíč befindet sich in der Böhmisch-Mährischen Höhe. Das Dorf liegt linksseitig der Mährischen Thaya an dem von dieser und ihrem Zufluss Myslůvka gespeisten Teich Černíčský rybník. Am westlichen Ortsrand von Černíč verläuft die Bahnstrecke Kostelec u Jihlavy–Slavonice, der Haltepunkt Slaviboř liegt nördlich des Dorfes auf freiem Feld. Einen Kilometer westlich von Černíč verläuft die Straße II/406 zwischen Dačice und Telč.
Nachbarorte sind Telč-Staré Město und Hladov im Norden, Slaviboř, Radkov und Strachoňovice im Nordosten, Dolní Vilímeč, Červený Hrádek und Horní Mlýn im Osten, Jersický Dvůr, Jersice und Hříšice im Südosten, Bílkov, Malý Pěčín und Zahrádka im Süden, Velký Pěčín im Südwesten, Prostřední Vydří, Lipová und Zadní Vydří im Westen sowie Kostelní Myslová und Myslůvka im Nordwesten.

## Geschichte
Die erste schriftliche Erwähnung von Černíč erfolgte 1350. Im Jahre 1365 erwarben die Herren von Neuhaus das Gut und schlossen es ihrer Herrschaft Teltsch an. Nach dem Tod des letzten männlichen Nachkommen der Herren von Neuhaus, Joachim Ulrich von Neuhaus, erbte dessen Besitzungen 1604 seine Tochter Lucie Otilie, die seit 1602 mit Wilhelm Slawata verheiratet war. Nach dem Tod des letzten Slawata fiel die Herrschaft Teltsch 1712 an Franz Anton von Liechtenstein-Kastelkorn, der sie an Alois Podstatský von Prusinowitz vererbte. Im Jahre 1843 bestand Czernitz aus 17 Häusern, in denen 121 Menschen lebten. Pfarrort war Kirchmislau. Bis zur Mitte des 19. Jahrhunderts blieb Czernitz nach Teltsch untertänig.
Nach der Aufhebung der Patrimonialherrschaften bildete Černice / Czernitz ab 1850 eine Gemeinde im Gerichtsbezirk Teltsch. Ab 1868 gehörte das Dorf zum Bezirk Datschitz. Im Jahre 1880 hatte das Dorf 117 Einwohner. Ab 1890 wurden Černice bzw. Černič / Czernitz und seit dem Beginn des 20. Jahrhunderts Černič / Czernitz als amtliche Ortsnamen verwendet. Im Jahre 1900 hatte Černič 87 Einwohner. 1924 wurde der Gemeindename in Černíč geändert. 1950 lebten in Černíč 82 Personen. Nach der Aufhebung des Okres Dačice wurde die Gemeinde 1960 dem Okres Jihlava zugeordnet. Im selben Jahre wurden Myslůvka und Slaviboř eingemeindet. 1961 hatte die Gemeinde Černíč 195 Einwohner, von denen 80 im Ortsteil Černíč lebten.

## Gemeindegliederung
Die Gemeinde Černíč besteht aus den Ortsteilen Černíč (Tschernitz), Myslůvka (Klein Mislau) und Slaviboř (Sleiborsch). Das Gemeindegebiet gliedert sich in die Katastralbezirke Černíč (285 ha), Myslůvka (240 ha) und Slaviboř (238 ha).

## Sehenswürdigkeiten
- ehemalige Wasserfeste Černíč, sie ist heute Teil der Wassermühle
- Wassermühle Černíč
- Glockenturm auf dem Dorfplatz von Černíč
- Naturdenkmal Černíč, es umfasst den Teich Černíčský rybník einschließlich der ihn umgebenden Sumpfgebiete an der Mährischen Thaya und Myslůvka